# Flughafen Mwanza Lake Victoria International

i7
i11
i13
Der Flughafen Mwanza Lake Victoria International (IATA-Code: MWZ, ICAO-Code: HTMW) ist ein Verkehrsflughafen nördlich der tansanischen Stadt Mwanza. Er liegt direkt am Victoriasee und wird von der nationalen Flughafenbehörde „Tanzania Airports Authority“ betrieben.

## Geschichte
Der erste Flughafen in Mwanza wurde 1940 von der Firma Williamson Diamonds eingerichtet. Er lag beim Dorf Butuja, etwa vier Kilometer vom jetzigen Flughafen entfernt. Im Jahr 1958 übernahm die Kolonialregierung den Flughafen und verlegte ihn an die heutige Position, da die alte Piste von einer Straße überquert wurde. In den 1970er Jahren erfolgte eine Modernisierung und der Ausbau zu einem großen Inlandsflughafen. Seit 1999 wird der Flughafen von der staatlichen Tanzania Airports Authority (TAA) betrieben.
Im März 2008 wurden das Frachtvorfeld und die Verbindungen der Rollwege neu asphaltiert. Bei einem im Jahr 2012 gestarteten Modernisierungsprojekt wurde die Piste von 2000 Meter auf über 3000 Meter verlängert.

## Kenndaten
Die Start- und Landebahn (12/30) des Flughafens ist 3113 Meter lang und 45 Meter breit, sie liegt in einer Höhe von 1147 Meter über dem Meer. Ein ILS-Anflug auf Mwanza ist möglich. Der Flughafen hat die ICAO-Klassifizierung 4C.
Saisonbedingt gibt es Gefahr durch Vogelschlag.
Lake Victoria International ist nach den Flugbewegungen hinter Daressalam der zweitgrößte Flughafen in Tansania und nach den Passagierzahlen der drittgrößte Flughafen hinter Daressalam und Arusha:

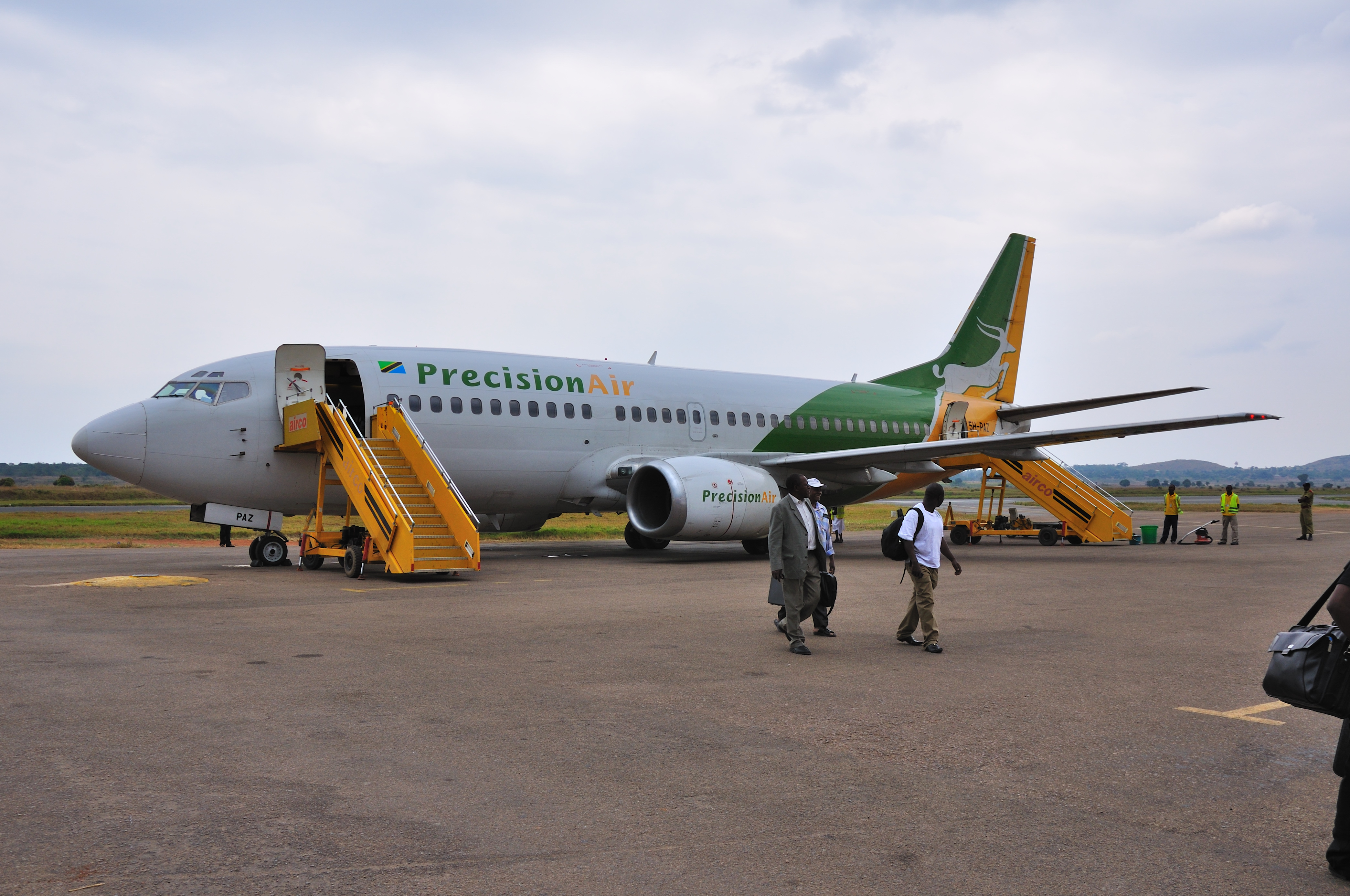
Boeing B737 der Precision Air in Mwanza

| Bezeichnung      | 2016    | 2017    |
| ---------------- | ------- | ------- |
| Flugbewegungen   | 13.355  | 13.095  |
| Passagiere       | 400.457 | 398.102 |
| Fracht in Tonnen | 2.051   | 2.125   |

## Fluggesellschaften und Ziele
Der Flughafen wird von den Fluggesellschaften Air Tanzania, Precision Air, Astral Aviation und Coastal Aviation angeflogen. Die meisten Flugverbindungen gibt es nach Daressalam. Täglich werden auch die Flughäfen Bukoba, Kilimanjaro, Nairobi in Kenia und Kigali in Ruanda bedient. Außerdem gibt es regelmäßige Flüge zu den Landepisten Grumeti und Seronera sowie einen wöchentlichen Flug nach Dodoma (Stand 2020).
Der Flughafen dient auch als Mwanza Air Base als Stützpunkt der tansanischen Luftwaffe.

## Zwischenfälle
Auf dem Flughafen in Mwanza gab es folgende Zwischenfälle (Stand 2020):
- 18. November 1997: Ein Douglas DC-8 Frachtflugzeug landete bei einem Nachtflug nach drei Fehlanflügen links neben der Landebahn. Das Flugzeug geriet in Brand. Alle vier Besatzungsmitglieder überlebten den Unfall, das Flugzeug hatte einen Totalschaden. Der Pilot besaß keine Typgenehmigung für das Flugzeug und der Flughafen war zu diesem Zeitpunkt nicht für Nachtanflüge freigegeben.
- 3. Februar 2000: Auf dem Flug von Khartum nach Mwanza fiel bei einem Transportflugzeug Boeing 707-351C der Trans Arabian Air Transport die Beleuchtung des Höhenmessers aus. Wegen divergierender Höhenangaben startete der Copilot durch und stieg auf 5500 Fuß und wollte eine Linkswende fliegen. Der Kapitän übernahm in einer Höhe von 4400 Fuß das Kommando und flog eine Rechtswende. Knapp vor dem Ende der Wende meldete der Copilot eine Flughöhe von 4100 Fuß. Fast auf die Landebahn ausgerichtet übernahm er wieder das Kommando, als im selben Augenblick das Flugzeug zwei oder dreimal auf den Boden prallte, nach links ausbrach und im See zum Stillstand kam. Die fünf Besatzungsmitglieder überlebten, das Flugzeug wurde zum Totalschaden.
- 23. März 2005: Ein Frachtflugzeug  Ilyushin Il-76 der moldavischen Airline Transport stieg nach einem normalen Start auf 29 Meter an. Dann flachte der Anstieg ab und nach 4,5 Sekunden begann das Flugzeug zu sinken. Nach weiteren vier Sekunden befahl der Kapitän das Einziehen der Klappen. Das Flugzeug sank zu diesem Zeitpunkt bereits mit 3,5 Meter pro Sekunde. Als die Besatzung dies merkte und gegensteuerte, war es zu spät und das Flugzeug stürzte in den Victoriasee. Alle acht Besatzungsmitglieder starben.
- 1. März 2010: Bei der Landung kam eine Boeing 737 der Air Tanzania bei schlechten Sichtverhältnissen über die Landebahn hinaus und das Bugfahrwerk brach. Alle 45 Passagiere und sieben Besatzungsmitglieder überlebten den Unfall,  das Flugzeug hatte einen Totalschaden.